# معماری پرو

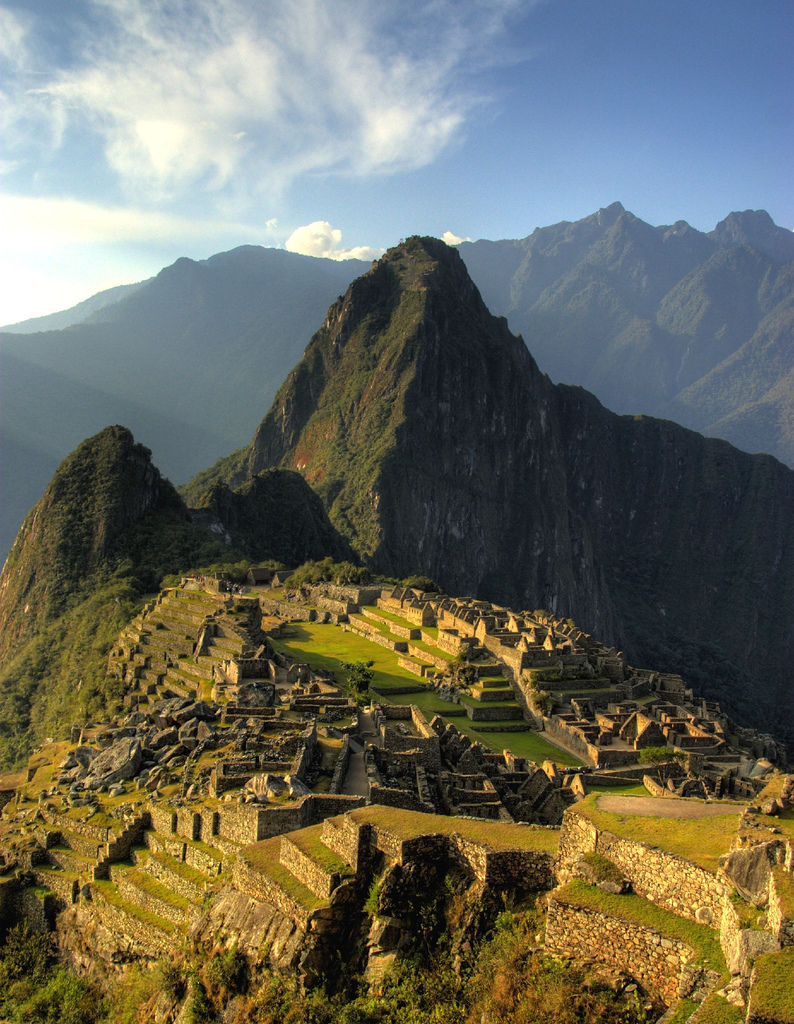
ماچو پیچو نمونه‌ای شناخته‌شده در سراسر جهان از معماری باستانی پرو است.

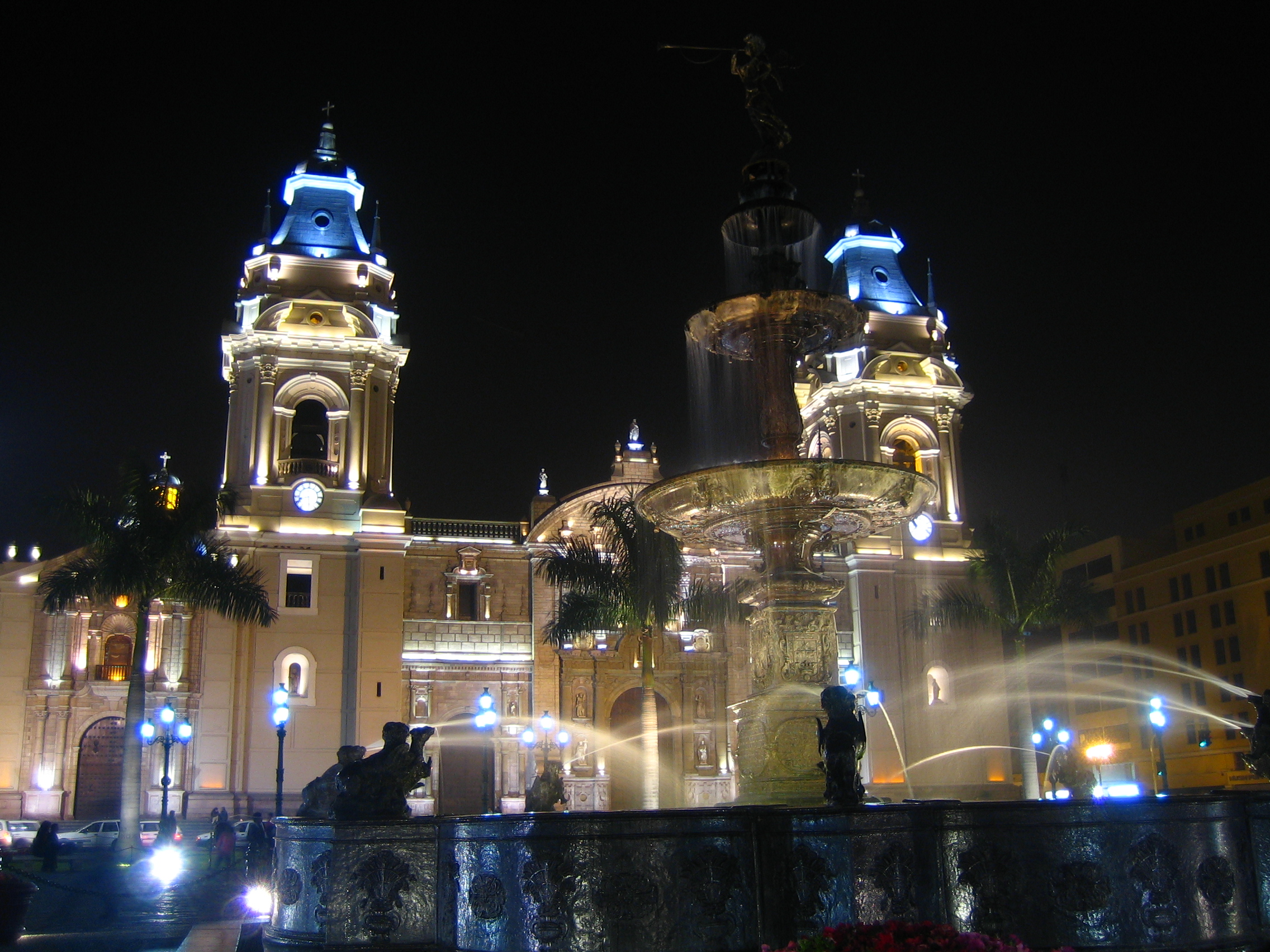
نمای کلیسای اعظم لیما مقابل میدان آرماس

معماری پرو (انگلیسی: Architecture of Peru) پیوندی بین سبک‌های اروپایی است که تحت تأثیر تصویر بومی عرضه شد.
دو عدد از معروفترین نمونه‌های دوره رنسانس عبارتند از کلیسای اعظم و کلیسای سانتا کلارای کوزکو.
پس از این دوره ، بهم آمیختن فرهنگها به یک نمای غنی تر در دوره باروک (معماری قرن ۱۷) می‌رسد. برخی از مثال‌های این دوره باروک عبارتند از دیر سانفرانچسکو در لیما، کلیسای کمپانیا و سردر ورودی دانشگاه ملی سن آنتونیو ابوت در کوزکو، و کلاً کلیساهای سن آگوستین و  سانتاروزا در آرکوئیپا، و نماهای زیباتر آن.
جنگ استقلال نوعی خلاء خلاقیت برجای گذارد که فقط نئوکلاسیسیسم با الهام از فرانسه می‌توانست جای آن را پرکند. قرن ۲۰ ام توسط مسلک گلچین سازی شناخته می‌شود، عملگرایی ساختمانی در مقابل آن قرار داشته‌است. چشمگیرترین نمونه از آن میدان سن مارتین در لیما می‌باشد.